# Thomas Bradwardine
Thomas Bradwardine   (Chichester, 1290 ↔ 1300 - Lambeth, 26 d'agost de 1349) fou un escolàstic, matemàtic, filòsof i teòleg anglès, que va arribar a arquebisbe de Canterbury i que va contribuir notablement a l'evolució dels conceptes científics. La seva fama intel·lectual li va valer el títol de Doctor Profundus, atorgat pel Papa.

## Biografia
La data i el lloc de naixement de Thomas Bradwardine no són coneguts amb exactitud, sembla que es pot acotar cap als volts de l'any 1290 al comtat de Sussex, potser a la ciutat de Chichester on ell mateix declara que vivia la seva família.
Va estudiar a Oxford destacant per la seva gran capacitat. El 1321, després de doctorar-se en Teologia, va passar a formar part del professorat del Merton College d'Oxford on va desenvolupar un treball brillant tant en els camps de la Teologia i la Filosofia com de la Lògica, les Matemàtiques i la Mecànica. La seva activitat acadèmica va atraure l'atenció de Richard de Bury, bisbe de Durham i protector d'artistes i científics, que el va cridar al seu servei el 1335.
La seva carrera eclesiàstica el portà a ésser nomenat, el 1337, canceller de la Catedral londinenca de Saint Paul i, addicionalment, el 1339 esdevingué capellà reial i confessor del rei Eduard III, càrrec que el va obligar a mantenir una intensa activitat en viatges, diplomàcia, guerres i assumptes civils, incrementant la seva reputació de clergue i acadèmic.
El 1348 va ser nomenat bisbe de Canterbury, però el rei s'oposà a la seva consagració i no fou fins al 10 de juliol de 1349 quan fou consagrat arquebisbe de Canterbury pel papa Climent VI, a Avinyó. De retorn a Londres, moria al cap d'un mes i mig, el 26 d'agost, víctima de l'epidèmia de la Pesta Negra que assolava tot Europa i que acabaria amb la vida d'un terç de la població londinenca.
Per a donar idea de la importància que va assolir Thomas Bradwardine en el seu temps, s'escau constatar com Geoffrey Chaucer en un dels seus Contes de Canterbury, concretament el que s'anomena Nun's Priest's Tale (El Conte del Capellà de les Monges), el cita conjuntament amb Sant Agustí i Boeci.

## Obra teològica
Les principals contribucions de Bradwardine a la Teologia s'exposen en el seu tractat De causa Dei contra Pelagium et de virtute causarum, escrit el 1344 a Londres i imprès per primera vegada el 1618, on pren partit contra el pelagianisme i defensa la prevalença de la voluntat divina sobre la humana i la predestinació inevitable. En aquest sentit, cal veure aquesta obra com la seva participació en el debat, molt viu en el segle XIV, sobre la presència divina, els futurs contingents, la predestinació, el lliure albir, la gràcia, la salvació, la potència divina, ... aportant idees sobre la possibilitat, necessitat o impossibilitat de les coses, que alguns autors han considerat precursores de Descartes.

## Obra científica
En els camps de les Matemàtiques i la Filosofia Natural, Bradwardine demostrarà una gran capacitat per a l'anàlisi i el progrés dels mètodes de treball. A Oxford, Bradwardine serà un dels impulsors del grup dels calculatores (calculadors) del Merton College. Juntament amb William Heytesbury, Richard Swineshead i John Dumbleton aplicarà mètodes innovadors a l'estudi de la Mecànica. Amb la seva àlgebra de paraules, assignaran lletres a les magnituds físiques i en valoraran el seu aspecte quantitatiu, superant així de mica en mica la visió clàssica del moviment com a procés merament qualitatiu.
En el seu treball més famós De proportionibus velocitatum in motibus, de 1328, Bradwardine estudia la relació entre la velocitat i la proporció entre força i resistència i, basant-se en les propietats matemàtiques de les proporcions, conclou que la velocitat ({\displaystyle V}) no pot ser una funció proporcional a la raó entre força ({\displaystyle F}) i resistència ({\displaystyle R}), {\displaystyle V=k{\frac {F}{R}}}, perquè en aquest cas, quan la resistència igualés a la força, el resultat seria una velocitat igual a {\displaystyle k}, quan la raó diu que hauria de ser zero.
Una altra contribució dels calculatores a l'estudi del moviment és l'establiment de la llei de la velocitat mitjana per al moviment uniformement accelerat, que més endavant serà geometritzada per Nicolau Oresme.
Bradwardine també va escriure diversos tractats de renom en el camp de les Matemàtiques, una De Geometria speculativa (impresa per primer cop a París el 1530), una De Arithmetica practica (també impresa a París el 1502) i una De Quadratura Circuli (París, 1495). El llibre citat abans, De proportionibus velocitatum in motibus també va ésser imprès per primer cop a París, el 1495.
També va escriure alguns treballs en el camp de la lògica com el De continuo o el De incipit et desinit o el De insolubilibus; en aquest darrer estudia el problema de la paradoxa del mentider. Desperta certa curiositat un tractat seu d'aproximadament el 1333, titulat De memoria artificiale adquirenda, en el qual comença distingint entre les coses i les seves representacions i sota quines condicions les representacions son reproduïbles de memòria.